# Bruno und Franz Steffen

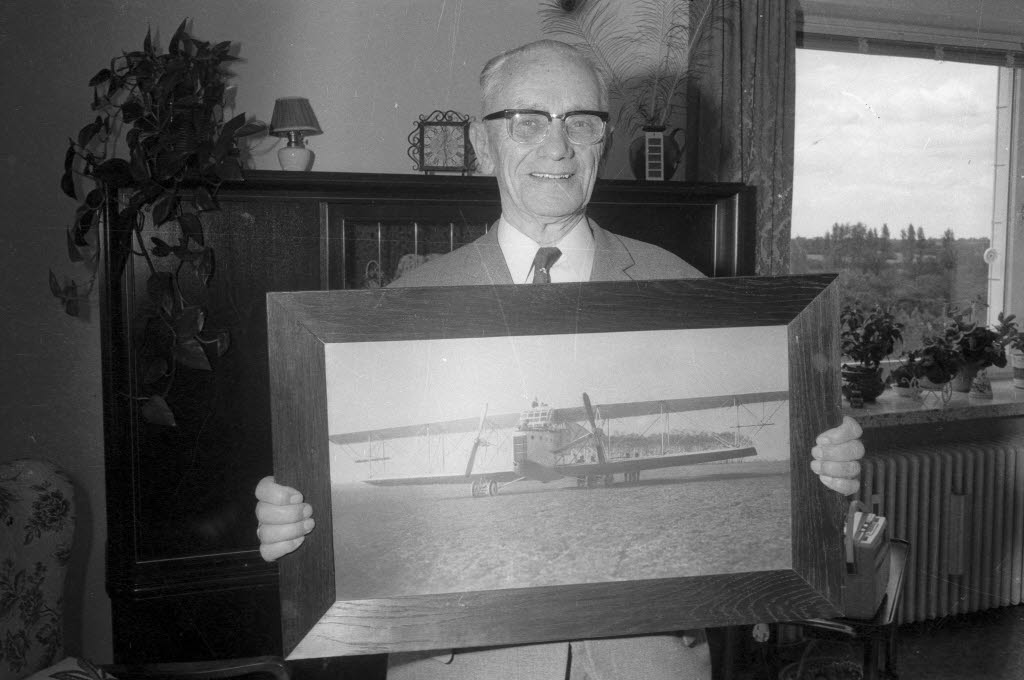
Bruno Steffen (1971)

Bruno Steffen (* 16. September 1891 in Gaarden; † 27. November 1973 in Kiel) und Franz Steffen (* 20. Februar 1887 in Gaarden; † 26. Juni 1916 in Döberitz) waren deutsche Piloten, Flugzeugbauer und Luftfahrtpioniere.

## Kindheit, Jugend und erste Experimente

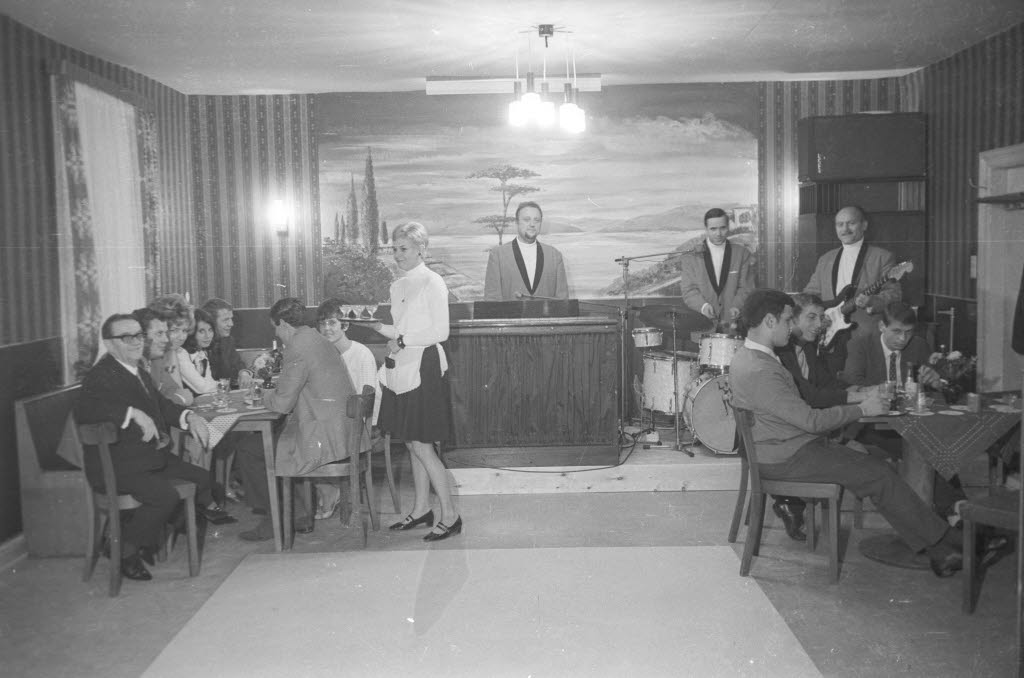
Brunos Lust in Kronshagen im Oktober 1968

Bruno und Franz Steffen waren Söhne des Kronshagener Gastwirts und Landbesitzers Wilhelm Steffen (* 9. August 1857 in Kiel; † 9. Januar 1951 in Kronshagen) und dessen Ehefrau Caroline, geborene Sellhorn (* 7. Juli 1861 in Gaarden; † 22. April 1922). Bruno, dessen Vater seine Gastwirtschaft nach ihm unter dem Namen „Brunos Lust“ führte, verbrachte die Kindheit naturverbunden mit seinem Bruder in Kronshagen. Die Brüder bauten im Jugendalter Drachen und entwarfen einen Riesendrachen mit angehängtem Korb, den sie aber nicht fertigstellten. Mit finanzieller Hilfe ihrer Eltern schufen sie 1905 ein fahrtüchtiges Auto, das einen 24 PS starken Einzylindermotor hatte und damit eine Geschwindigkeit von rund 20 km/h erreichte.
1908 bauten die Brüder einen Hängegleiter, der den Plänen Otto Lilienthals nahekam. Sie starteten damit vom Kronshagener Heischberg. Bruno Steffen wurde, auch aufgrund seines geringeren Körpergewichts, der bessere Pilot der beiden und flog weitere Strecken als sein Bruder. Wer die Brüder zu ihren Flugversuchen anregte, ist unbekannt. Ein Grund könnte der Ende September 1908 in Kiel gegründete „Verein für Motorluftschiffahrt in der Nordmark“ gewesen sein. Außerdem flogen ab Kronshagen Piloten wie Friedrich Treitschke aus Neumünster. Nicht genau bekannt ist darüber hinaus, wo sie das notwendige Wissen erlernten. Beide besuchten angeblich eine Oberrealschule in Kiel.
Die Brüder Steffen näherten sich dem Motorflug über die Luftschifffahrt. Franz Steffen erstellte 1908 Pläne für ein Prallluftschiff, das ein schiffskielartiges Gerüst hatte. Die Eltern zahlten den Brüdern eine Luftschiffhalle auf ihrem Grundstück. 1908/09 bauten die Brüder die Stahlkonstruktion, während ihre Mutter die gelbe Ballonhülle nähte. Der Ballon konnte 500 Kubikmeter Wasserstoffgas aufnehmen, mit der das Gefährt eine Geschwindigkeit von etwa 50 km/h erreichen sollte. Am 24. März 1910 flog das Luftschiff erstmals versuchsweise. Ein späterer Flug in Melsdorf dauerte eine Stunde.

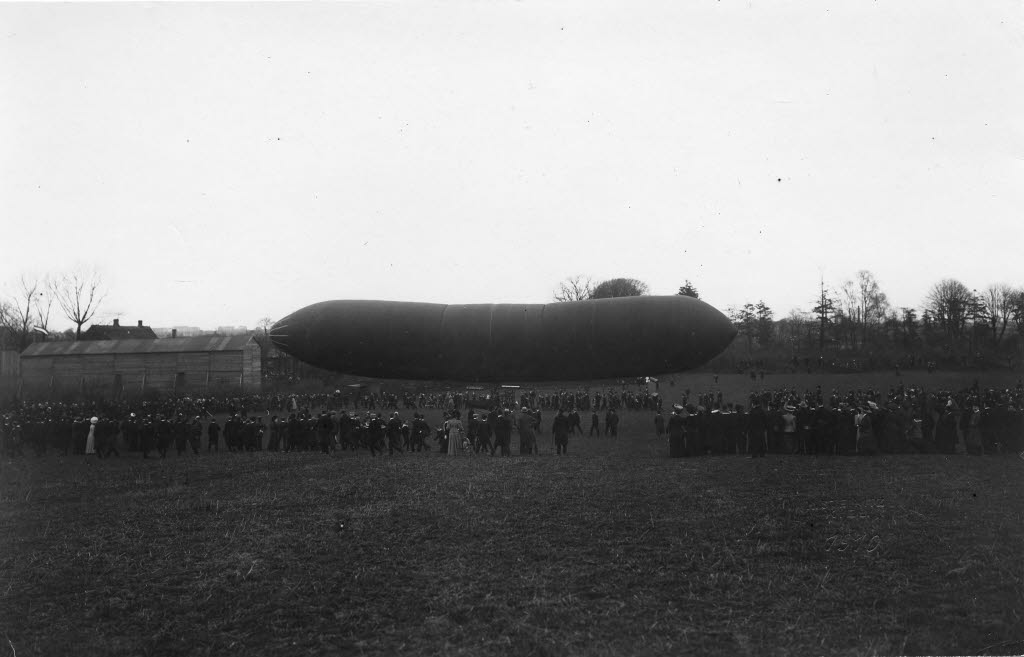
Das Steffensche Luftschiff K 1 (1910)

Die Luftschiffe machten die Brüder Steffen weit über ihren Heimatort hinaus bekannt. Die Presse aus Berlin berichtete über sie. Prinz Heinrich von Preußen nahm das Luftschiff selbst in Augenschein und war der Meinung, dass solch kleine Ballone erfolgreicher sein würden als große Luftschiffe und Flugzeuge. Franz Steffen hielt bei der ersten Mitgliederversammlung der Kieler Ortsgruppe des „Vereins für Motorluftschiffahrt in der Nordmark“ einen Vortrag über Bau und Einsatzmöglichkeiten kleiner Motorballone. Die Brüder wollten ein zweites Luftschiff bauen, hatten dafür jedoch kein Geld.

## Erste Bauten von Motorflugzeugen
Danach beschäftigten sich die Brüder damit, Motorflugzeuge zu konstruieren und zu bauen. Da der existierende Startplatz des Luftschiffes zu klein war, pachteten sie Wiesen und bauten dort einen Flugplatz. Sie überspannten die Kopperpahler Au mit einer Holzbrücke und konnten ab 1910/11 einen ordentlichen Flugbetrieb beginnen. Der Flugplatz war 920 Meter lang, etwa 450 Meter breit, hatte anfangs drei, später vier große Flugzeugschuppen und ein Wirtschaftsgebäude, in dem die Kantine „Zum lustigen Propeller“ untergebracht war.
Nach der Gründung des „Schleswig-Holsteinischen Fliegerklubs e. V.“ im Dezember 1910 kamen viele Flugzeugbesitzer und -konstrukteure nach Kronshagen. Von 1911 bis 1913 wurde der Flugplatz häufig genutzt. 1911 gründeten die Brüder Steffen in Kronshagen die erste Flugschule Schleswig-Holstein, wobei sie sich an der Flugschule Berlin-Johannisthal orientierten. Diese arbeitete unabhängig vom Fliegerklub, der aber das Protektorat übernahm. Außerdem gründeten sie die „Flug-Verkehrs-Gesellschaft-Kronshagen GmbH“, die den Flughafen betreiben sollte. Es handelte sich um das erste gewerbliche Luftfahrtunternehmen der Region.
Die Brüder Steffen entwickelten den Eindecker „Steffen-Falke I“. Dieses Flugzeug hatte ein festes Fahrwerk mit einer Kufe zwischen den Rädern. Die Tragflächen bestanden aus Bambusholmen. 28 Spannseile, die über obere und untere Spanntürme verliefen, hielten die Tragflächen zusammen. Das Flugzeug hatte eine Spannweite von 14 Metern. Angaben darüber, ob es sich um Ein- oder Zweisitzer handelte, sind nicht eindeutig. Wahrscheinlich ist, dass das Flugzeug zwei Sitze hatte. Bruno Steffen flog mit der „Steffen-Falke 1“ bis zum Ausbruch des Ersten Weltkriegs spektakulär bei vielen Flugveranstaltungen und machte dadurch das Fliegen in Schleswig-Holstein bekannt.

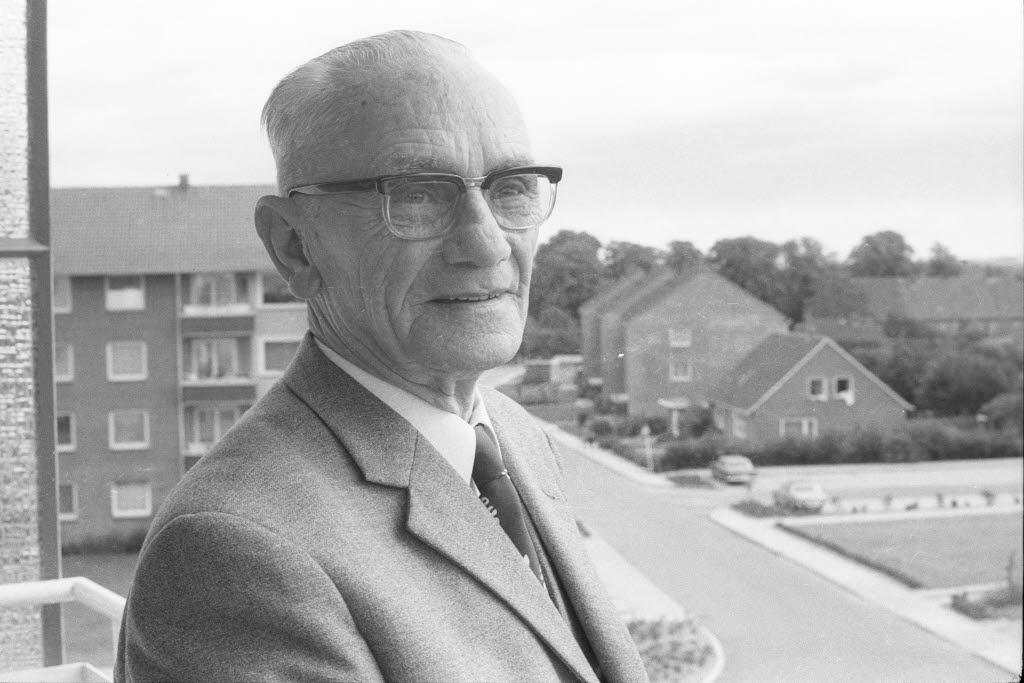
Bruno Steffen (1971)

Am 9. September 1912 flog Bruno Steffen nach Heiligenhafen, sieben Tage später war er der erste Pilot, der an der Stadtgrenze von Burg auf Fehmarn landete, wofür er euphorisch gelobt wurde. Er nahm auch an Flugveranstaltungen in Neustadt und Tondern teil. Im Oktober 1912 legte er bei einer aus Berlin-Joachimsthal gekommenen Prüfungskommission die Prüfung zur amtlichen Pilotenlizenz ab. Dies machte ihn zu einem später so bezeichneten Alten Adler. Sein Bruder Franz bekam die Lizenz im November 1913.
Am 25. März 1913 flog Bruno Steffen von Kronshagen nach Flensburg. Er legte die Strecke in zwei Stunden und drei Minuten zurück und erreichte eine Flughöhe von 2300 Metern. Aufgrund dieser Leistung bat er um Zuwendungen der Nationalflugspende und aufgrund der Flugdauer um einen Zuverlässigkeitspreis. Sein Bruder Franz hatte dieselbe Route am Vormittag das 25. März in 73 Minuten mit der „Steffen-Falke II“ genommen. Der Zweisitzer Falke II basierte auf der Falke I und ermöglichte im Passagiersitz die Installation einer zweiten Steuereinrichtung. Das Flugzeug hatte eine Spannweite von 14,40 Metern mit einer durch sechzehn Stahlseile gesicherten Flächenbespannung. Es hatte Querruderklappen, einen 100 PS starken Argus-Motor und war schwer zu steuern. Am 26. August 1913 flog Steffen mit dem Falken II 6 Stunden und 15 Minuten, was einen deutschen Dauerflugrekord darstellte. Willy Jansen flog vier Monate später nahezu zwei Stunden länger und löste somit Steffen als Rekordhalter ab.
Aufgrund der stetig zunehmenden Bekanntheit erhielten die Brüder Steffen viele Flugschüler und boten einträchtige Rundflüge an. Der Flughafen in Kronshagen erwies sich nach einer Zeit als zu klein und weich für Schulungen mit Doppelsitzern und Passagierflügen mit der Falke II. Die Stadt Neumünster unterbreitete den Steffens ein großzügiges Angebot. Daher zogen sie mit ihrer Schule und der Flug-Verkehrs-Gesellschaft im Oktober 1913 auf den Exerzierplatz am Ehndorfer Weg. Bruno Steffen war dort erstmals Ende Mai 1913 gelandet, als er während der Ratsversammlung über den Flugplatzvertrag in Kronshagen gestartet war. Die Ratsmitglieder unterbrachen ihre Beratungen und sahen Steffen vom Rathaus aus bei seinem Überflug zu. Bei seinem Rückflug musste er aufgrund eines gebrochenen Kühlrohres in Einfeld notlanden. Zu diesem Zeitpunkt war der Vertrag bereits unterzeichnet. Mit der Verlagerung der Aktivitäten verlor Kronshagen die Grundlage der Flugschule und des Flugvereins.
In Neumünster gaben die Brüder Steffen viele Flugstunden und flogen oft für die Nationalflugspende. Franz Steffen plante ein Riesenflugzeug. Die Idflieg beurteilte das Modell als tauglichen Großbomber. Ab dem Dezember 1914 arbeiteten die Brüder Steffen in den Berliner Dynamowerken der Siemens-Schuckertwerke, die an Großflugzeugen für den Kriegseinsatz arbeiteten. Bruno Steffen hatte als Soldat und Flugzeugführer gedient und an der Ostfront Verletzungen erlitten. Sein Bruder diente als Leutnant und Flugzeugführer. Sie erhielten den Auftrag, ein Großflugzeug zu konstruieren, die Pläne umzusetzen und die Maschine einzufliegen.

## Konstruktion und Bau von Großflugzeugen
Die Brüder Steffen erstellten einen „Steffen-G-Flugzeug“ genannten Prototyp, der Anfang November 1915 die Typenbezeichnung „SSW-R I“ oder „R 1/15“ erhielt. Der Großteil der Bauteile kam aus Berlin. Da der Bau geheim gehalten werden sollte, wurde die Endmontage der Doppeldecker auf dem Flugplatz Neumünster vorgenommen. Die Brüder prüften hier die Konstruktion und nahmen Probeflüge vor. Die Doppeldecker hatten eine Spannweite von 28 Metern mit drei Benz-Motoren, die 150 PS stark waren und sich im Rumpf befanden. Das Flugzeug hatte ein Übersetzungs- und Umlenkgetriebe und zwei zwischen den Tragflächen sitzende Propeller, die jeweils 900 Umdrehungen pro Minute erreichten. Diese Konstruktionsform erwies sich als bahnbrechend und bot einen konkurrenzlosen Wirkungsgrad. Da sich die Motoren im Rumpf befanden, wiesen die Flugzeuge nur einen geringen Stirnwiderstand mit günstigen Strömungsverhältnissen auf. Außerdem konnten Bordmechaniker so während des Betriebs Wartungsarbeiten vornehmen. Innerhalb von 45 Minuten konnte das sechs Tonnen Flugzeug eine Gipfelhöhe von 3700 Metern erreichen. Bei einer Flughöhe von 10 Metern betrug die Fluggeschwindigkeit maximal 128 km/h.
Die Doppeldecker der Brüder Steffen flogen von Ende 1915 bis Ende 1917 Einsätze in der Region Wilna. Das Flugzeug, dessen Folgemodelle Spannweiten von 38 Metern erreichten, erwiesen sich von Anfang an als gelungen und allen Konkurrenzprodukten deutlich überlegen. Bruno Steffen flog mit dem Modell SSW R 6 am 25. April 1916 einen Weltrekord. Der Flug mit dem Doppeldecker mit einer Nutzlast von 2,4 Tonnen dauerte mehr als sechs Stunden. Da dies kriegsbedingt geheim gehalten werden sollte, wurde der Flug international nicht anerkannt.

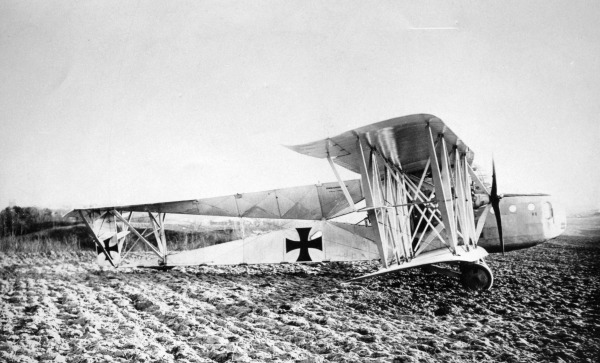
Die SSW R 5

Aufgrund seines fliegerischen Könnens übernahm Bruno Steffen die Aufgabe, für den Siemens-Schuckert-Konzern neue Flugzeuge einzufliegen. Sein Bruder Franz entwickelte neue, für den Kriegseinsatz bestimmte Maschinen. Als einzigem Einflieger gelang es ihm, eine Fehlentwicklung des Schweden Villehad Forssmann zu steuern. Dabei handelte es sich um einen Doppeldecker mit 24 Metern Spannweite, der über vier Motoren verfügte.
Von 1914 bis 1918 entwickelten die Brüder Steffen sieben Großflugzeuge mit den Bezeichnungen SSW R 1 bis SSW P VII, den Aufklärungsdoppeldecker SSW B I, die Eindecker-Kampfeinsitzer SSW E I bis SSW E III, den Doppeldecker-Jagdeinsitzer DD 5 sowie die Doppeldecker-Jäger D I und D II. Bei der Erprobung von SSW E II erlebte Steffen mehrere Fehlstarts und zerstörte die Maschine nahezu vollständig. Nachdem das Flugzeug repariert war, wollte Franz Steffen das Einfliegen nicht seinem Bruder überlassen, der in Nürnberg war. Daher startete er am 26. Juni 1916 selbst und starb bei einem Absturz der Maschine in Döberitz.

## Nach Kriegsende
Bruno Steffen unternahm bis Kriegsende noch viele Probeflüge mit verschiedenen Maschinen und brachte diese bis zur Serienreife. Aufgrund des Versailler Vertrages und der politischen Situation ging die Militärfliegerei danach stark zurück. Daher arbeitete er in den 1920er Jahren für die Lufthansa und ging anschließend als Oberstabsingenieur zum Reichsluftfahrtministerium nach Berlin. 1946 ging er zurück nach Kronshagen. 1956 berichtete er in einer Serie in den Kieler Nachrichten über seine Lebenserinnerungen.

## Ehrungen
- Der Luftsportverein Kiel ernannte Bruno Steffen 1962 zum Ehrenmitglied.
- Der Aero-Club St. Peter-Ording stiftete den Brüder-Steffen-Preis, mit dem seit 1973 Personen ausgezeichnet werden, die sich besondere Verdienste um die Luftfahrt in Schleswig-Holstein erworben haben.
- In Kronshagen ist eine Straße nach den Brüdern benannt.
- Die Gastwirtschaft „Bruno’s Lust“, die Steffens Vater gehört hatte, brannte ab. Auf diesem Grundstück steht seit dem Jahr 2000 eine vom Kieler Luftsportverein gestiftete Gedenktafel.

## Familien
- Bruno Steffen heiratete am 14. Dezember 1919  Bertha Ida „Käthe“ Schulz (* 4. August 1894 in Nielbau; † 16. Februar 1994 in Kronshagen). Die Ehe blieb kinderlos.
- Franz Steffen heiratete 1914 Ida Ratjen (1894–1977) aus Vaasbüttel, mit der er zwei Töchter hatte.